# Greenfield (Illinois)
Greenfield – miasto w Stanach Zjednoczonych, w stanie Illinois, w hrabstwie Greene. Według spisu z 2000 miasto zamieszkiwało 1179 osób. W 2023 liczba mieszkańców spadła do 1017 osób, a gęstość zaludnienia poniżej 217 osób/km².

## Geografia
Miasto zajmuje powierzchnię 4,7 km² z czego 4,5 km² stanowi ląd a 0,2 km² (3,37%) stanowią wody.

## Demografia
Według spisu z 2000 roku miasto zamieszkuje 1 179 osób skupionych w 500 gospodarstwach domowych, tworzących 330 rodzin. Gęstość zaludnienia wynosi 264,7 osoby/km². W mieście znajdują się 531 budynki mieszkalne, a ich gęstość występowania wynosi 119,2 mieszkania/km². Miasto zamieszkuje 99,24% stanowią osoby rasy białej, 0,08% Afroamerykanie, 0,42% rdzenni Amerykanie, 0,25% ludność wywodząca się z dwóch lub więcej ras. Hiszpanie lub Latynosi stanowią 0,42%.
W mieście są 500 gospodarstwa domowe, w których 30,8% stanowią dzieci poniżej 18 roku życia żyjących z rodzicami, 50% stanowią małżeństwa, 12% stanowią kobiety nie posiadające męża oraz 33,8% stanowią osoby samotne. 31,6% wszystkich gospodarstw domowych składa się z jednej osoby oraz 19,6% żyjących samotnie ma powyżej 65 roku życia. Średnia wielkość gospodarstwa domowego wynosi 2,36 osoby, natomiast rodziny 2,95 osoby. 
Przedział wiekowy kształtuje się następująco: 24,5% stanowią osoby poniżej 18 roku życia, 9,8% stanowią osoby pomiędzy 18 a 24 rokiem życia, 25,3% stanowią osoby pomiędzy 25 a 44 rokiem życia, 19,8% stanowią osoby pomiędzy 45 a 64 rokiem życia oraz 20,7% stanowią osoby powyżej 65 roku życia. Średni wiek wynosi 39 lat. Na każde 100 kobiet przypada 84,7 mężczyzn. Na każde 100 kobiet powyżej 18 roku życia przypada 79,1 mężczyzn.
Średni dochód dla gospodarstwa domowego wynosi 30 833 dolarów, a dla rodziny wynosi 36 908 dolarów. Dochody mężczyzn wynoszą średnio 27 961 dolarów, a kobiet 22 216 dolarów. Średni dochód na osobę w mieście wynosi 16 384 dolarów. Około 10% rodzin i 10,2% populacji miasta żyje poniżej minimum socjalnego, z czego 12,2% jest poniżej 18 roku życia i 7,5% powyżej 65 roku życia.